# Битюг (станция)

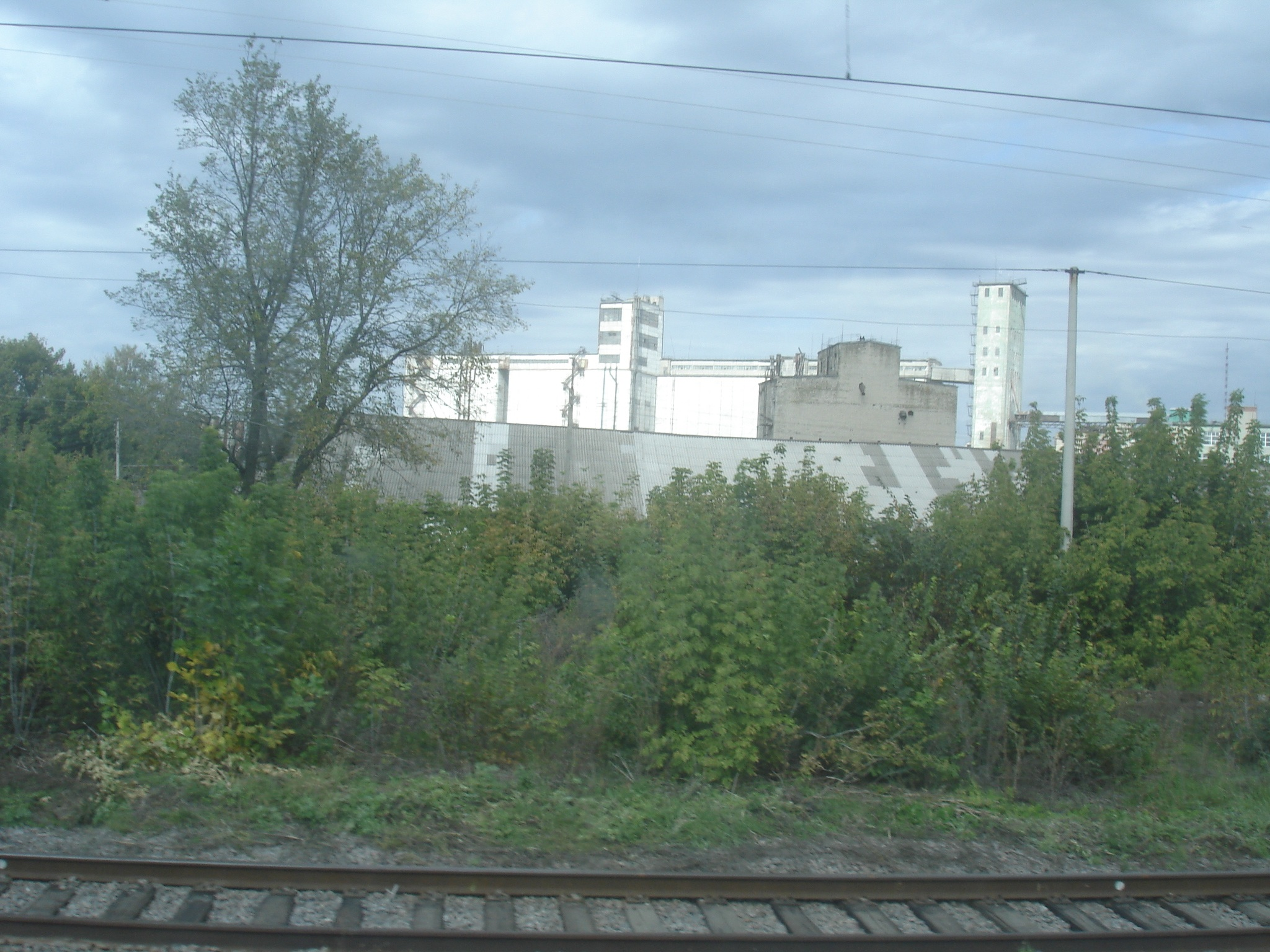
Элеватор на станции Битюг

Битю́г — железнодорожная станция Юго-Восточной железной дороги в Воронежской области.

## Деятельность
На станции осуществляется остановка пригородных электропоездов.

## История
В сентябре 2006 года в шести километрах от станции Битюг столкнулись два грузовых поезда. В результате инцидента 43 вагона сошли с рельсов, пострадал один человек.